# Strangers 6
『Strangers 6』（ストレンジャーズ6、스트레인저 6）は国際共同制作のテレビドラマである。

## 概要
日本・中国・韓国の3ヶ国共同製作による全15話の連続ドラマシリーズである。日本では2012年1月27日から同年5月4日までWOWOWプライムにて放送された。また、製作局の一つであるフジテレビでも同年3月26日から3月28日にかけて3夜連続で第1話から第9話までが一挙放送された。
原作・脚本・監督は、飯田譲治。日本からは、唐沢寿明、北村一輝、黄川田将也、韓国からは、オ・ジホ、キム・ヒョジン、中国からは、ボウイ・ラム、リウ・シュエンをはじめとした俳優らが出演。日本、中国、韓国の3ヶ国にまたがり撮影。撮影スタッフも3ヶ国のスタッフで構成された。

## あらすじ
中国某所に作られた日中韓三国共同経済領域都市・海港（ハイワンと読む。架空）。この都市で、3カ国の企業は自由に経済活動を行っていた。
だが、海港を中心とした一帯に大規模な自然災害が起こるという予測がなされてから、効果的な対策を打てないままかなりの期間が経過しており、既に3か月以内の発生確率が80%を超えていた。
海港が壊滅することは、3カ国の経済に甚大なダメージを与え、東アジアそのものの経済の崩壊を招く。
しかし、地質学の権威・峰武博士の研究の結果、都市地下深くに特殊な装置を設置することで被害の大半を防ぐことが可能であると判明。
3カ国は一致団結してこの計画の遂行に取り組むが、何者かがその妨害を企む。
これに対して3カ国の公安組織は、それぞれが持つプロフェッショナルを派遣し、合計6人の「ストレンジャーズ6」を結成。彼等は時に反目しながらも、国や言語の壁を越えて、博士の保護をはじめとして、アジアを守るための任務へと身を投じていく。

## 登場人物

### ストレンジャーズ6
日中韓各国から2名ずつ派遣された捜査員で構成された組織。
皆藤悟（日本公安警察）俳優 ：唐沢寿明
有能だが、手段を選ばない強引なやり方で周りから反感をかわれることも多い男。仕事とプライベートの区別をつけられない堅物。国立大学法学部卒業。
パク・デヒョン（韓国国家情報院）俳優 ：オ・ジホ
行方不明になった父親の姿を追って公安組織に入った男。人当たりがよく、特に女性からよくモテる。
ファン・ハイリェン（中国公安局）俳優 ：ボウイ・ラム
ストレンジャーズ6のリーダー的存在で、決断力と実行力に優れた男。貧しい家庭から苦学して公安局に入った過去を持つ。
立花賢治（日本公安警察）俳優 ：黄川田将也
コンピューターのエキスパート。派手な喧嘩や力仕事とは無縁だが、その優れた知識と技術を買われて公安組織に入る。
アン・ジヘ（韓国国家情報院）俳優 ：キム・ヒョジン
　※当初この役はハン・チェヨンに決まっていたが、撮影開始が延期されたために降板し、キム・ヒョジンになった。
男性に負けず劣らぬ射撃・武道の腕を持った人間として公安組織で名の通った女。さっぱりとした性格だが、気配りの出来る面もあり、男性からの人気が高いらしい。
ウェンチン（中国公安局）俳優 ：リウ・シュエン
ファンと同様、貧しい家庭から努力を重ねて公安局に入った女性。ファンを尊敬している。非常に無口で仕事を黙々とこなすが、心には祖国への強い忠誠心が籠っている。

### その他
劉光輝（投資コンサルタント）俳優 ：北村一輝
皆藤恵理（皆藤悟の妻）俳優 ：神野三鈴
皆藤美月（皆藤悟の娘）俳優 ：森田涼花
松川寛之俳優 ：吉家章人
東ユミカ俳優 ：太田彩乃
高田（日本公安警察）俳優 ：二階堂智
柴崎（日本公安警察）俳優 ：矢柴俊博
浅野（日本公安警察）俳優 ：康喜弼
峰武芳郎俳優 ：堀田眞三
王秘書俳優 ：グレゴリー・ウォン
張局長俳優 ：ジョン アウ・ヒンワイ
小俊俳優 ：マイケル・チェン
小東俳優 ：	ジャスティン・チュウ

## 音楽
メインテーマ“Strangers 6 Theme” 布袋寅泰
挿入曲“Dancing With Strangers” 布袋寅泰
主題歌“Stranger” SHINee
挿入歌“Sweetune” KARA
“My Prayer” KARA
音楽原田智英
音楽ミキサー富永和喜
音楽制作協力吉田孝

## スタッフ
- 製作：Strangers 6 LLC、Strangers 6 Korea
- 特別協力：北京華録百影視股份有限公司
- 原作・脚本・監督：飯田譲治
- 中国ユニットディレクター：ケン・イップ
- 日本ユニットディレクター：村上秀晃
- クリエイティブアドヴァイザー：北村龍平
- 脚本協力：嶋田うれ葉
- エグゼクティブプロデューサー：オ・ミンホ
- プロデューサー：北浦宏之
- Co-プロデューサー：梅川治男、キム・ジンファン
- マーケティングプロデューサー：イ・チェスン
- アソシエイトプロデューサー：栗林幹夫
- ラインプロデューサー：ジョン・ギョンヨン
- 宣伝プロデューサー：永田全宏
- アシスタントプロデューサー：田儀明菜
- 日本ユニットプロダクション：バサラ・ピクチャーズ　石原真／陶山明美
- 中国ユニットプロダクション：煇煌娛樂製作有限公司　楊盼盼（ヤン・パンパン）
- 韓国ユニットプロダクション：Stange Factory
- 制作協力：インダストリアル・ピクチャーズ、ステューディオスリー
- 製作協力：染野企業電影工作室
- 共同製作：Strangers 6 Korea
- 製作著作：Strangers 6 Japan　フジテレビジョン / WOWOW / インデックス